# Mauremys
Mauremys és un gènere de tortugues de la família Geoemydidae que inclou un mínim de nou espècies, entre elles la tortuga de rierol (Mauremys leprosa), la tortuga d'aigua autòctona de Catalunya, del País Valencià i de la resta de la península Ibèrica juntament amb la tortuga d'estany (Emys orbicularis).

## Taxonomia de les espècies actuals
- Mauremys annamensis (Siebenrock, 1903)
- Mauremys caspica (Gmelin, 1774)
  - Mauremys caspica caspica
  - Mauremys caspica siebenrocki
  - Mauremys caspica ventrimaculata
- Mauremys japonica (Temminck & Schlegel, 1834)
- Mauremys leprosa (Schweigger, 1812)
  - Mauremys leprosa leprosa
  - Mauremys leprosa saharica
- Mauremys mutica (Cantor, 1842)
  - Mauremys mutica mutica
  - Mauremys mutica kami
- Mauremys nigricans (Gray, 1834) (Antigament Chinemys nigricans)
- Mauremys reevesii (Gray, 1831) (Antigament Chinemys reevesi)
- Mauremys rivulata (Valenciennes, 1833)
- Mauremys sinensis (Gray, 1834) (Antigament Ocadia sinensis)

Sovint inclou també a Mauremys megalocephala (antigament Chinemys megalocephala). Ara bé, la majoria d'autors consideren que és un sinònim de Mauremys reevesi.

## Taxonomia de les espècies fòssils
A més a més, s'han descrit les següents espècies fòssils: 
- † Mauremys portisi
- † Mauremys etrusca
- † Mauremys massiliensis
- † Mauremys thaninensis
- † Mauremys campanii
- † Mauremys gaudryi

## Híbrids
El gènere Mauremys té certa facilitat per a la hibridació entre els seus integrants i amb espècies del gènere Cuora. Els híbrids que s'han donat en estat salvatge més famosos són:
- Mauremys x iversoni (híbrid entre Cuora trifasciata i Mauremys mutica)
- Mauremys x pritchardi (híbrid entre Mauremys reevesi i Mauremys mutica)
- Mauremys x glyphistoma (híbrid entre Mauremys annamensis i Mauremys sinensis, originalment descrita com a Ocadia glyphistoma)
- Mauremys x phillippeni (híbrid entre Mauremys sinensis i Cuora trifasciata, originalment descrita com a Ocadia phillippeni)